# Moses Schönfinkel
Moses Ilyich Schönfinkel (em russo:  Моисей Исаевич Шейнфинкель) (Ekaterinoslav, 4 de setembro de 1889 – Moscou, 1942) foi um matemático soviético, conhecido pela invenção da lógica combinatória. 

## Biografia
Schönfinkel estudou matemática na Universidade de Novorossiysk em Odessa, sob orientação de Samuil Osipovich Shatunovskii (1859-1929), que trabalhou em geometria e nas fundações da matemática. Entre 1914 e 1924, Schönfinkel foi membro do grupo de David Hilbert na Universidade de Göttingen. Em 7 de dezembro de 1920, ele ministrou uma primeira apresentação contendo o conceito da lógica combinatória. Um membro de grupo de Hilbert, Heinrich Behmann revisou posteriormente o texto e o publicou em 1924. Em 1929, ele teve outro de seus artigos publicados, em casos especiais do problema de decisão, desta vez preparado por Paul Bernays.
Após sua saída de Göttingen, retornou a Moscou. Já em 1927, citou-se que ele havia sido diagnosticado como doente mentalmente e estava em um sanatório. O fim de sua vida foi miserável, tendo morrido em algum momento de 1942.

## Trabalho
Schönfinkel desenvolveu um sistema formal que evitava o uso de variáveis livres. Seus sistema era essencialmente equivalente a uma lógica combinatória baseada nos combinadores {\displaystyle B}, {\displaystyle C}, {\displaystyle I}, {\displaystyle K} e {\displaystyle S}. Schönfinkel ainda demonstrou que o sistema poderia ser reduzido a somente {\displaystyle K} e {\displaystyle S}, e que uma versão desse sistema tinha o mesmo poder da lógica de primeira ordem.
Seu artigo ainda mostrou que funções com dois ou mais parâmetros podem ser substituídas por funções que tomam apenas um. Esse mecanismo de substituição simplificou o trabalho tanto na lógica combinatória quanto no cálculo lambda, sendo posteriormente chamado currying, em homenagem a Haskell Curry. Ainda que Haskell tenha atribuído o conceito a Schönfinkel, ele já havia sido usado por Frege.